# Yellow (岡村靖幸のアルバム)
『yellow』（イエロー）は、日本のシンガーソングライターである岡村靖幸の1枚目のオリジナル・アルバム。
1987年3月21日にEPIC・ソニーからリリースされた。渡辺美里への楽曲提供など作曲家として活動していた岡村のファースト・アルバムであり、神沢礼江が作詞を手掛けた「冷たくされても」以外は全作詞および作曲を岡村が担当、プロデュースはEPIC・ソニー所属の小坂洋二および小林和之が担当している。
レコーディングは日本国内で行われたが、ミックス・ダウンはニューヨークに所在するザ・パワー・ステーションにて行われた。ブラック・コンテンポラリーを導入した作品であり、プリンスからの大きな影響により当時日本においては希少であったミネアポリス・サウンドを体現した作品となっている。
本作はオリコンシングルチャートにおいて最高位47位となった。本作からは先行シングルとして「Out of Blue」および「Check Out Love」がリリースされたほか、「Young oh! oh!」がリカットされている。

## 背景
1965年8月14日に兵庫県神戸市で生まれた岡村靖幸は、父親の転勤に伴い大阪府からロンドン、福岡県太宰府市、東京都と移り住む幼少期を送ることになった。岡村は幼少期に父親が運転する社内で聴いたカーペンターズで音楽と出会い、小学校6年生の時に音楽に興味を持ち始め、TBS系情報番組『おはよう720』（1975年 - 1976年）内の人気コーナーであった「キャラバンII」にて使用されたダニエル・ブーンの楽曲「ビューティフル・サンデー」（1972年）が初めて購入したレコードとなった。また、邦楽で初めて購入したレコードは原田真二のファースト・アルバム『Feel Happy』（1978年）であった。岡村はテレビドラマやバラエティ番組など様々なテレビ番組を好んで視聴していたが、その中でも日本テレビ系音楽番組『NTV紅白歌のベストテン』（1969年 - 1981年）やフジテレビ系音楽番組『夜のヒットスタジオ』（1968年 - 1985年）、TBS系音楽番組『ザ・ベストテン』（1978年 - 1989年）などの音楽ベストテン番組をに強い影響を受けたと述べている。当時の音楽番組に出演していた歌手の中で、松田聖子が岡村にとって最も思い入れが強い人物であり、一時期は恋愛感情を持つほどに没頭していたことから芸能雑誌『明星』を購入し、松田の記事を切り抜いて下敷きに挟んでいたこともあったという。当時の『明星』は歌詞本『Young Song』が毎号付録となっており、歌詞本にはヒット曲の歌詞とともにコード譜が記載されていたことから、岡村は後に「オレがギター弾けるようになったのも明星のおかげ」と発言している。また同時期にデビューしたサザンオールスターズも愛聴していたと岡村は述べている。
中学校に進学した岡村は友人とともに3人でフォークギターを持ち、文化祭にてオリジナル曲による初のライブ演奏を行った。その後新潟県立新潟東高等学校に進学した岡村は1年生の時にバンドを結成、ベースとボーカルの担当となり自作曲でコンテストに出場するなど音楽活動を本格的に開始することとなった。やがてナイトクラブでアルバイトを始めた岡村は生活が昼夜逆転するようになり高校を中退、時間が出来た岡村は周囲の人間が大学を卒業する22歳までに進路を決めるため、最も可能性の低い就業先として音楽家になるという道を選択。岡村は当時大澤誉志幸の担当ディレクターであったEPIC・ソニー所属の小林和之を指名した上でデモテープを持ち込み、それを聴いた小林は第二期のジェフ・ベック・グループに近いと感じ好印象を受けたもののメロディーの幅がないことを理由にギターではなくピアノで作曲するように打診、それを受けた岡村はDX7を購入し再度デモテープを持ち込んだ。その後小林が渡辺美里の担当ディレクターであった小坂洋二にデモテープを聴かせたところ、渡辺の楽曲の制作依頼が岡村に出されることとなり、2枚目のシングル「GROWIN' UP」（1985年）を担当することとなった。岡村は渡辺以外にも楽曲制作を行うようになり、吉川晃司の7枚目のシングル「キャンドルの瞳」（1986年）のカップリング曲である「奪われたWink」や、鈴木雅之のソロデビュー・アルバム『mother of pearl』（1986年）収録曲である「別の夜へ 〜Let's Go〜」などを手掛けている。作曲家として活動開始した岡村であったが、渡辺のレコーディングを見学するために訪れていた際に、マイケル・ジャクソンの楽曲に合わせて踊っていた岡村を小坂が目撃し、独創的なダンスに魅了された小坂の提案により岡村自身がミュージシャンとしてデビューすることが決定された。同年9月19日に音楽誌『PATi PATi』による取材が行われ、これが岡村として初めての取材となった。当時のEPIC・ソニーは毎年新人をデビューさせており、1986年には松岡英明および安藤秀樹と並んで岡村を強く推し出していく形となった。10月9日からは東海ラジオ放送深夜番組『SF Rock Station』（1986年 - 1993年）の木曜パーソナリティーとして番組出演が開始。12月1日にシングル「Out of Blue」でデビューを果たした岡村は同年12月21日に渡辺および白井貴子、TM NETWORKとのジョイント・イベントにてデビューライブ公演を行うこととなった。同公演は日本武道館で開催されたが、岡村にとってこれが人生初のライブ出演となった。12月24日には名古屋市民会館にて開催された『SF Rock Station』主催のイベントライブに参加、12月27日には青山ホンダ・ショールームにて開催された文化放送公開生ライブを実施した。

## 録音、音楽性と歌詞
本作のレコーディングは1986年8月26日から本格的に開始された。レコーディングは日本国内で行われたが、ミックス・ダウンはニューヨークに所在するザ・パワー・ステーションにて行われた。同スタジオはバハマに所在するコンパス・ポイント・スタジオと並び、1980年代の革新的なサウンドを制作していた著名なスタジオであり、芸術総合誌『ユリイカ7月臨時増刊号 総特集=岡村靖幸』においてライターのばるぼらは、同スタジオが選定された理由について岡村自身の希望ではなく、新人に対して早い段階から海外を経験させるソニーの伝統によるものではないかと推測している。現地の滞在期間は1週間という過密スケジュールであったが、1日だけミックス作業から離れた岡村は、当時アメリカ合衆国を訪れていた尾崎豊とともに磯崎新が設計した巨大ディスコであるパラディアムを訪れている。
岡村はデビューするに当たり、松田聖子およびビートルズ、プリンスの3者を三角形に見立て、その中央に位置するのが自身であるとの考えを主張した。岡村によれば松田はセンチメンタリズム、ビートルズはポピュラリティ、プリンスはオリジナリティを表しているという。岡村は特にプリンスから多大な影響を受けており、プリンスの4枚目のアルバム『戦慄の貴公子』（1981年）収録曲でのちにリカットされた「セクシュアリティ」のミュージック・ビデオをテレビ番組で視聴したことからプリンスを知ることとなった。プリンスのアルバムに「Producted, Arranged, Composed and Performed by Prince」とクレジットが記載されているのを見た岡村は、自身の作品においてもすべての作業を自ら手掛けることを目標にしていたが、本作では西平彰との共同作業が多いため、芸術総合誌『ユリイカ7月臨時増刊号 総特集=岡村靖幸』においてばるぼらは「プロとして一人前にやっていくための実践を通した練習期間だったと思われる」と述べている。1980年代当時はファンクとロックとシンセポップが融合したミネアポリス・サウンドのような黒人音楽は希少であり、山下達郎や大澤誉志幸、米米CLUB、久保田利伸などの極僅かなミュージシャンが導入していたのみで、本作のようなブラック・コンテンポラリーを導入した作品は一般的ではなかった。岡村自身はプリンス以外の知識に乏しいことから自身の音楽はブラックミュージックではないと述べているが、プリンスの影響による音楽性を大衆化させる試みは当時まだ珍しかったとばるぼらは述べている。当時EPIC・ソニーに所属していたプロモーターの西岡明芳は、当時の岡村はまだファンク一色ではなく楽曲もダンスのために制作されておらずメロディーがしっかりしていたと述べている。
本作の歌詞は本来は岡村が作詞する予定ではなかったが、結果としてほぼすべての作詞を手掛けることとなった。西岡によれば岡村は当初シンガーソングライターという位置付けではなかったが、EPIC・ソニー内にアーティストに対するマニュアルやノウハウが無かったことも影響し、周囲の人間が岡村の言動を見て自由奔放に作詞も含めて表現することを提言したのではないかと推測している。また、当時同じようなジャンルの音楽を制作していたアーティストの中にダンスを得意とした者はおらず、岡村がダンスを得意としていた影響によりEPIC・ソニーはダンスイベントとなる「DANCE TO HEAVEN」などを開催することとなった。ライターのばるぼらは次作以降の歌詞と比較した上で「シリアスで抽象的なものが多い」と主張したほか、「多くはあるシチュエーションを想定し、そこに感情を盛り込むように書くようだ」と述べている。また一部の曲中に語り口調が導入されているのは尾崎からの影響であり、ばるぼらは尾崎が「自分にとって恥ずかしい事を書くべきだ」という方向性で作詞を行っていたと主張した上で、岡村は自身の恥ずかしい部分は歌詞にすることはなく、一見赤裸々に書かれたように見える歌詞も同世代が共感できるように変化させた上で作詞することに岡村は重点を置いていると述べている。ばるぼらは本作に関して、岡村による「僕をみんなに知って貰うための、最初の手掛かり」という言葉を引用した上で、「女の子にモテたくて音楽をはじめ、学生というモラトリアムを充分に経験しないままプロとして活動を開始し、将来を決定する期限に設定していたニニ歳という年齢の直前、後には引けないニ一歳の自分がソロ・アーティストとして今ここにいる。そんなリアリティを音楽に託した」作品であると総括している。

## 楽曲

### SIDE A
1. 「Out of Blue」
デビュー・シングル。詳細は「Out of Blue」の項を参照。
2. 「Young oh! oh!」
本作リリース後に3枚目のシングルとしてリカットされた。詳細は「Young oh! oh!」の項を参照。
3. 「冷たくされても」
本作中唯一岡村による作詞ではなく神沢礼江が手掛けている[15]。神沢は同時期に岡村と同じEPIC・ソニー所属であったTM NETWORKや渡辺美里の作詞を担当している[15]。2012年リイシュー盤のライナーノーツでは、歌詞に関して「良く言えば地に足がついたスマートさ、悪く言えば落ち着きすぎているが故のもの足りなさを感じる」と表記されているほか、楽曲に関しては音数も少なくシンプルにまとめられていると指摘した上で「どこかトム・トム・クラブを思わせる牧歌的な雰囲気も漂っている」と表記されている[16]。
4. 「Check Out Love」
2枚目のシングル。詳細は「Check Out Love」の項を参照。
5. 「はじめて」
本作に収録された他の曲と比してボーカルに施されたエフェクトが薄い楽曲であり、2012年リイシュー盤ライナーノーツでは「その事によって、岡村靖幸の歌声や唱法はこの時点でほぼ完成していた事が伺える」と表記されている[17]。演奏時間の内前半2分はピアノとリズムボックスと歌のみによる構成となっており、後半2分はストリングスによるアウトロが続いた後に歌唱せずに終わるという構成に対してライナーノーツでは「冒険的な構成」であると指摘している[17]。

### SIDE B
1. 「Water Bed」
2012年リイシュー盤ライナーノーツでは「異形のファンク」と本曲を位置づけており、後の岡村の作品を知る者からは岡村らしい作品であると安心感を得られる楽曲であると主張、本作の音楽性について同ライナーノーツでは「微かに聴こえるメロトロン音色、逆回転エフェクト、ブランジング等によって表現される怪しげなサイケ感」と記されており、また中盤に挿入されたセリフなども含めて「1987年の日本で新人ながらにここまで密室感のある変態ファンクをメジャーシーンで展開していた事には驚かされる」と指摘したほか、本曲が次作『DATE』（1988年）の表題曲や7枚目のシングル「聖書」（1988年）に繋がっていったと主張している[17]。音楽評論家の田家秀樹は本曲には語りのパートがあることや音像が歪んでいること、重低音とシンセサイザーが絡んでいることなど様々な要素が導入されている楽曲であることを指摘、また西岡は後期ビートルズの音作りに近い要素も含まれていることを指摘している[18]。田家は本曲が岡村の原石であり、後にリリースされた「聖書」やアルバム『家庭教師』（1990年）の表題曲に発展していったのではないかと述べている[18]。
2. 「RAIN」
2012年リイシュー盤ライナーノーツでは「切羽詰まった歌詞とメロディ、息が詰まりそうな歌い方、そして急き立てるかのように響くストリングスが強調された演奏が聴き手の焦燥感を掻き立てる1曲」であると記されているが、一方で「いささか大時代的な作り」であるとも指摘しており、リズムに関して単純な8ビートによる構成から現代的なものに再構築することで「ライブ映えする曲に化けるポテンシャルがある」と主張している[19]。
3. 「彼女はScience Teacher」
シングル「Check Out Love」のカップリング曲。2012年リイシュー盤ライナーノーツでは、「気合の入った声の作り方に驚かされるロックンロールナンバー」であると記されており、サウンドに関しては「芯の太い米国風ロックを志向したようなサウンド」と指摘したが、「全体的にどこか借り物めいた座りの悪さも漂う」と総括している[20]。西岡は本曲についてビートルズの楽曲「エリナー・リグビー」（1966年）を彷彿させると述べている[21]。
4. 「White courage」
2012年リイシュー盤ライナーノーツでは、「ピアノのバッキングと、色を添える程度のささやかなアコギを従えながら、堂々たる歌唱が披露される最終曲」、「奇を衒わず丁寧に作られた、エバーグリーンなラブソング」であると記されており、歌詞に関しては踏み込みの浅さが感じられるとしながらも「その浅さにこそ、女の子を前にして自分を曝け出す事に照れているような初々しさが漂っていて好ましい」と総括している[20]。

## リリース、チャート成績、ツアー
本作は1987年3月21日にEPIC・ソニーからLP、CD、CTの3形態でリリースされた。本作からは1986年12月1日に「Out of Blue」、1987年3月5日に「Check Out Love」が先行シングルとしてリリースされたほか、同年5月21日に「Young oh! oh!」がリカットとしてリリースされた。1987年4月4日にはフジテレビ系深夜番組『オールナイトフジ』（1983年 - 1991年）に初出演した。
本作のLP盤はオリコンアルバムチャートにて最高位第47位の登場週数6回で売り上げ枚数は0.7万枚となった。本作を受けたコンサートツアーは「1st Tour "yellow"」と題し、1987年4月7日の札幌メッセホール公演を皮切りに、同年4月21日の渋谷公会堂公演まで7都市全7公演が実施された。同ツアーの観客層動員数は約7000人となり、全会場ともチケットは即日完売した。6月25日にはテレビ神奈川音楽番組『Live TOMATO』（1986年 - 1993年）において、岡村のライブ映像5曲分が放送された。
本作のCD盤は1991年9月30日に再リリースされた。2005年3月16日には8枚組CD+2枚組DVDのボックス・セット『岡村ちゃん大百科～愛蔵盤』に収録される形で紙ジャケット仕様のデジタル・リマスタリング盤として再リリースされた。2012年2月15日にはBlu-spec CDとして再リリースされ、初回プレス分は紙ジャケットおよびピクチャーレーベル仕様となっていた。また、2012年の再リリースに合わせて発表された「岡村靖幸アルバム・ライナー・ノーツ」の募集企画では横山剣（クレイジーケンバンド）、フミ (POLYSICS) 、南Q太、橋本絵莉子（チャットモンチー）、直枝政広（カーネーション）、大根仁、七尾旅人、小出祐介 (Base Ball Bear)、いしわたり淳治、オカモトレイジ (OKAMOTO'S) などのコメントがブックレットに掲載された。

## 批評
| 専門評論家によるレビュー | 専門評論家によるレビュー |
| レビュー・スコア         | レビュー・スコア         |
| 出典                     | 評価                     |
| ------------------------ | ------------------------ |
| CDジャーナル             | 肯定的                   |
| 月刊カドカワ （チカ）    | 肯定的                   |

音楽情報サイト『CDジャーナル』では、久保田利伸のデビュー以来ポップスを追求してきた新人クリエーターの中の一人が岡村であると主張した上で、「プリンスを筆頭にカッコいい音、柔軟に取り込みながらもコダワリは感じさせない。詞作が新鮮」と肯定的に評価した。文芸・音楽誌『月刊カドカワ』1996年5月号においてビンゴボンゴ所属のチカは、本作について「自分大好き、俺マニア的カッチョイイところはまだちょっぴりしか出してないみたい」と後の岡村の楽曲において展開される世界観がまだ不完全であったことを指摘、また岡村の「天才ぶりの片鱗」が見えつつあると主張しながらもシンセブラスが導入されているために「その頃のアイドルかなって感じを醸し出したりしちゃってる」とも主張、さらに岡村以外の人物による歌詞や編曲が行われている点もファースト・アルバムならではではないかと推測、本作はソングライターとしての岡村が前面に出されており、後の岡村作品における青春を描いた要素がない状態であると指摘した上で「何はともあれ、天才岡村靖幸の記念すべき1stアルバム。お慕い申し上げております」と肯定的に評価した。
また後年の評価として、芸術総合誌『ユリイカ7月臨時増刊号 総特集=岡村靖幸』においてばるぼらは、本作がリリースされた当時はレベッカやBOØWYなどの8ビートを特徴とするバンドが人気を博していたと同時に、テレビ番組から誕生したアイドルグループであるおニャン子クラブの最盛期であることを指摘、また同時期にはインディーズ御三家と呼ばれていたLAUGHIN' NOSEおよびTHE WILLARD、有頂天がデビューするなどアマチュアバンドが受け入れられる土壌があったことを指摘した上で、本作は当時の主流から外れたスタイルで表現された作品のため、「当時のリスナーには異質なオリジナリティに溢れて聴こえただろう」と主張、さらに後年改めて聴いた際に「サウンドがやや生真面目に聴こえてしまう」とした上でその理由として「黒人的なものが当り前のものとなってしまい、グルーヴに対する耳の判断がシビアになっているせいだろうか」と総括している。
当時EPIC・ソニーに所属していたプロモーターの西岡明芳は、同社においてBARBEE BOYSや渡辺満里奈などを担当する中で、岡村に対しては「天才現れる的な感じ」との印象を持ったと述べている。また同社にて同じくプロモーターを担当していた福田良昭は、「原石って言っちゃうと、才能がまだほとばしってない感じがするんですけど、やっぱりほとばしってますよね」と述べた上で、本作に関われなかったことを悔やむコメントを残している。

## 収録曲
- CDブックレットに記載されたクレジットを参照[29]。

| #         | タイトル           | 作詞      | 作曲      | 編曲             | 時間  |
| --------- | ------------------ | --------- | --------- | ---------------- | ----- |
| 1.        | 「Out of Blue」    | 岡村靖幸  | 岡村靖幸  | 岡村靖幸、西平彰 | 4:34  |
| 2.        | 「Young oh! oh!」  | 岡村靖幸  | 岡村靖幸  | 岡村靖幸、西平彰 | 5:00  |
| 3.        | 「冷たくされても」 | 神沢礼江  | 岡村靖幸  | 岡村靖幸、西平彰 | 4:08  |
| 4.        | 「Check Out Love」 | 岡村靖幸  | 岡村靖幸  | 岡村靖幸、西平彰 | 3:56  |
| 5.        | 「はじめて」       | 岡村靖幸  | 岡村靖幸  | 岡村靖幸、西平彰 | 3:57  |
| 合計時間: | 合計時間:          | 合計時間: | 合計時間: | 合計時間:        | 21:35 |

| #         | タイトル                  | 作詞      | 作曲      | 編曲             | 時間  |
| --------- | ------------------------- | --------- | --------- | ---------------- | ----- |
| 6.        | 「Water Bed」             | 岡村靖幸  | 岡村靖幸  | 岡村靖幸、西平彰 | 5:12  |
| 7.        | 「RAIN」                  | 岡村靖幸  | 岡村靖幸  | 岡村靖幸、西平彰 | 4:56  |
| 8.        | 「彼女はScience Teacher」 | 岡村靖幸  | 岡村靖幸  | 岡村靖幸、西平彰 | 3:14  |
| 9.        | 「White courage」         | 岡村靖幸  | 岡村靖幸  | 岡村靖幸、西平彰 | 4:40  |
| 合計時間: | 合計時間:                 | 合計時間: | 合計時間: | 合計時間:        | 18:02 |

## スタッフ・クレジット
- CDブックレットに記載されたクレジットを参照[30]。

### 参加ミュージシャン
- 古田たかし – ドラムス
- 友田真吾 – ドラムス
- 青山純 – ドラムス
- 有賀啓雄 – ベース
- 荻原基文 – ベース
- 佐橋佳幸 – ギター
- 岡村靖幸 – ギター、キーボード、コーラス
- 北島健二 – ギター
- 中西康晴 – キーボード
- 西平彰 – キーボード
- 富樫春生 – キーボード
- 数原晋 – ホーン
- 兼崎順一 – ホーン
- 早川隆章 – ホーン
- 渕野繁雄 – ホーン
- ホアチョ – パーカッション
- 黒住憲五 – コーラス
- Eve – コーラス
- 大滝裕子 – コーラス
- 加藤グループ – ストリングス
- 朝川朋之 – ストリングス

### 録音スタッフ
- 小坂洋二 – プロデューサー
- 小林和之 – プロデューサー
- 早川隆 – ディレクター
- 大本和典 – ディレクター
- 岡村靖幸 – サウンド・プロデューサー
- 西平彰 – サウンド・プロデューサー
- 坂元達也 – レコーディング・エンジニア、ミキシング・エンジニア（1,5,6,7,9曲目）
- 園田一惠 – レコーディング・エンジニア
- ラリー・アレクサンダー – ミキシング・エンジニア（2,3,4,8曲目）
- 川口聡（テイクワンスタジオ） – アシスタント・エンジニア
- 渋谷直人 – アシスタント・エンジニア
- 高山欣也 – アシスタント・エンジニア
- 笹原与志一（音響ハウス） – アシスタント・エンジニア
- 伊藤康弘（セディックスタジオ） – アシスタント・エンジニア
- ドン・ローデンバッハ（ザ・パワー・ステーション） – アシスタント・エンジニア
- 前田康二（バーニー・グランドマン・マスタリング） – マスタリング・エンジニア
- 折重静子 – レコーディング・コーディネーター

### 美術スタッフ
- 高橋伸明 – アート・ディレクション、デザイン
- 大川直人（アフター・アワーズ・スタジオ） – 写真撮影
- 三宅慶子 – スタイリスト
- やまかどまさあき (Bangs) – ヘアー・メイク

### 制作スタッフ
- 西岡明芳 – アーティスト・プロモーター
- 吉田よしみ（EPIC・ソニー） – アーティスト・プロモーター
- はぎわらあきら – アーティスト・プロモーター
- いしぐりかずひろ (HEART LAND) – アーティスト・プロモーター
- 飯島敏勝（レガートミュージック） – スペシャル・サンクス
- 須藤一男（ホットウェイブ） – スペシャル・サンクス
- 千葉和臣 – スペシャル・サンクス

### 2012年リイシュー盤スタッフ
- 福田良昭（ソニー・ミュージックダイレクト） – クリエイティブ・ディレクター
- 近藤雅信 (V4) – クリエイティブ・ディレクター
- 小林忠浩 (Aim Design) – アート・ディレクション、デザイン
- 根岸篤男 (Aim Design) – アート・ディレクション、デザイン
- 望月孝則（ソニー・ミュージックコミュニケーションズ） – プロダクト・コーディネーション

## チャート
| チャート         | 最高順位 | 登場週数 | 売上数  | 規格 | 出典  |
| ---------------- | -------- | -------- | ------- | ---- | ----- |
| 日本（オリコン） | 47位     | 6回      | 0.7万枚 | LP   | [ 2 ] |

## リリース日一覧
| No. | リリース日    | レーベル                                 | 規格         | カタログ番号 | 備考                                                                                           | 出典                 |
| --- | ------------- | ---------------------------------------- | ------------ | ------------ | ---------------------------------------------------------------------------------------------- | -------------------- |
| 1   | 1987年3月21日 | EPIC・ソニー                             | LP           | 28-3H-275    |                                                                                                | [ 11 ]               |
| 2   | 1987年3月21日 | EPIC・ソニー                             | CT           | 28-6H-222    |                                                                                                | [ 11 ]               |
| 3   | 1987年3月21日 | EPIC・ソニー                             | CD           | 32-8H-111    |                                                                                                | [ 11 ]               |
| 4   | 1991年9月30日 | EPIC・ソニー                             | CD           | ESCB-1212    |                                                                                                | [ 25 ] [ 31 ] [ 11 ] |
| 5   | 2005年3月16日 | エピックレコードジャパン                 | CD           | ESCL-2621    | ボックス・セット『岡村ちゃん大百科～愛蔵盤』収録、紙ジャケット仕様、デジタル・リマスタリング盤 | [ 32 ] [ 33 ]        |
| 6   | 2012年2月15日 | ソニー・ミュージックダイレクト／GT music | BSCD         | MHCL-20138   | 柳美里によるライナーノーツが掲載、紙ジャケット仕様、デジタル・リマスタリング盤                 | [ 34 ] [ 1 ] [ 11 ]  |
| 7   | 2012年10月1日 | ソニー・ミュージックダイレクト           | AAC-LC       | -            | デジタル・ダウンロード                                                                         | [ 35 ]               |
| 8   | 2012年10月1日 | ソニー・ミュージックダイレクト           | ロスレスFLAC | -            | デジタル・ダウンロード                                                                         | [ 36 ]               |